# 三つ峠
三つ峠（みつとうげ）は、山梨県都留市、西桂町、富士河口湖町の境界にある標高1,785 mの山である。峠ではない。国土地理院の地図などでは三ツ峠山（みつとうげやま、三ッ峠山とも）と呼ばれる。
開運山（1,785 m）、御巣鷹山（1,775 m）、木無山（1,732 m）の3つの頂上の総称であるが、最高峰である開運山を指すこともある。古くは奈良時代まで遡り霊山として知られた歴史をもつ 。

## 概要
古くは奈良時代から修験道の霊山として知られた。江戸時代後期の天保3年（1832年）に善應空胎上人によって開山された信仰の山である。
神鈴峰、仙泉山とも呼ばれる。現在の三つ峠の由来として、山頂付近にわき水があることから水峠と呼ばれ転化したという説、三つの尖峰（トッケ）があることから、ミツトッケと呼ばれ、それに文字あてたという説がある。また、この三つの尖峰は木無山、御巣鷹山、開運山を指すという説や、開運山の三つの尖峰を指すという説にも分かれている。
山頂からは眺望に恵まれ、富士山、御坂山地、南アルプスが一望できる。条件が良ければ、飛騨山脈の槍穂高連峰を遠望することも出来る。この眺望の良さは大正時代に大町桂月が紀行文で紹介している。
頂上付近からは貝の化石なども発見されている。山頂直下の屏風岩では、ロッククライミングが行われる。
日本二百名山、日本三百名山、都留市二十一秀峰に選定されている。

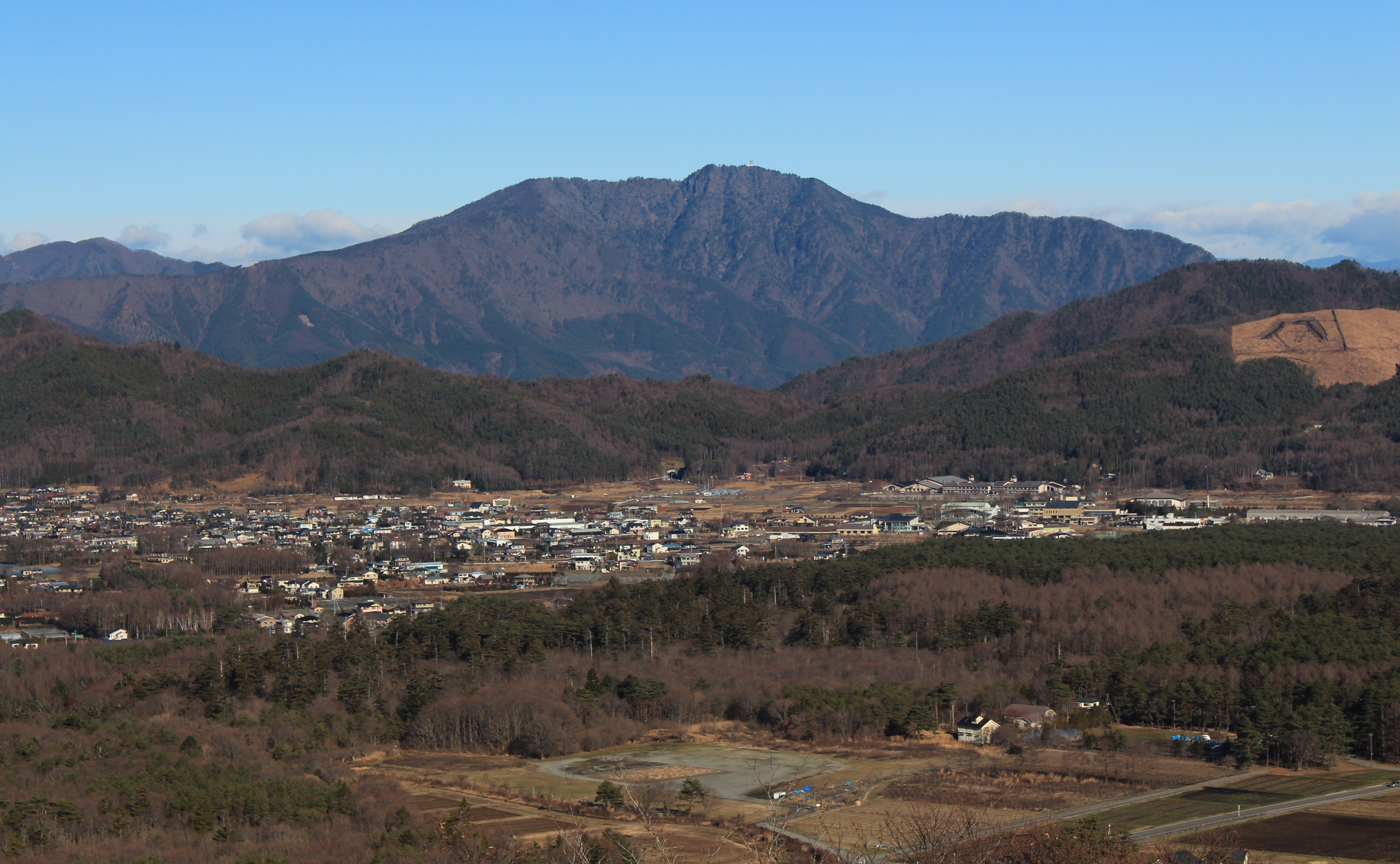
南南東から
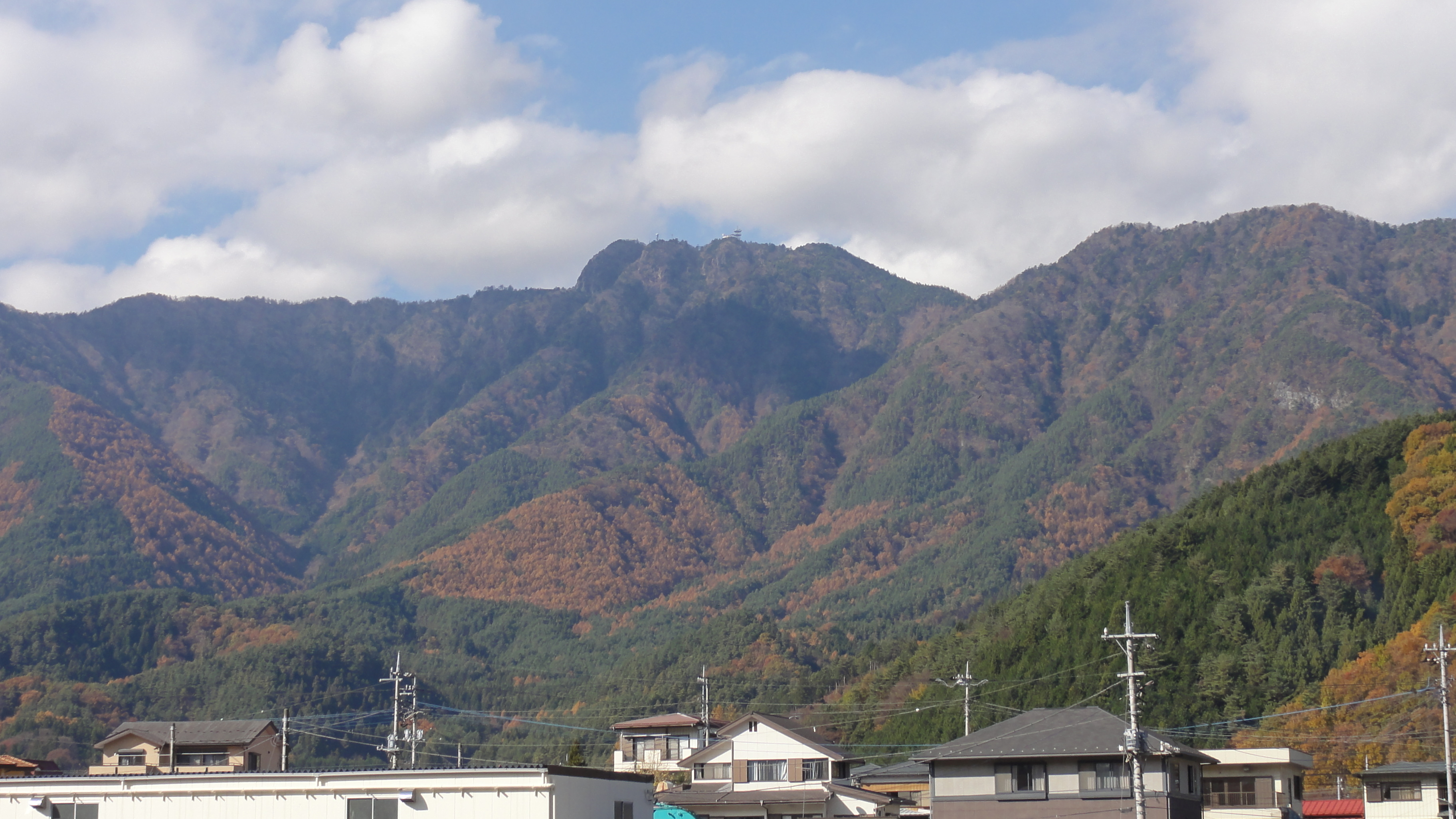
南東から
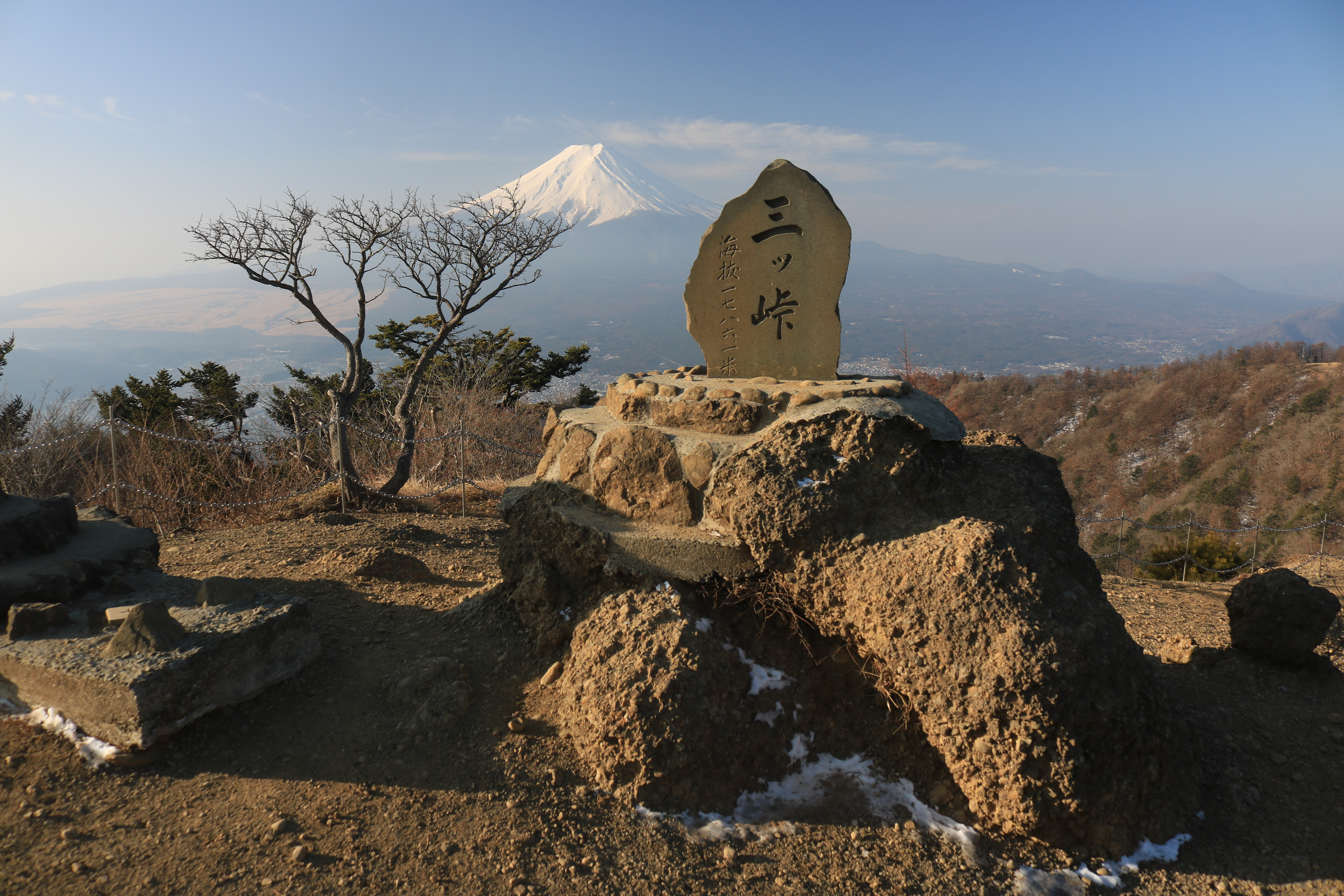
山頂標識と富士山

## 登山
主な登山コースは南都留郡西桂町の富士山麓電気鉄道富士急行線三つ峠駅からのルート、河口湖側からのルート、笹子駅から登るルートや笹子峠から尾根伝いに行くルートがある。
三つ峠駅からのルートは標高差が大きいが、達磨石、八十八大師等の修験道の歴史を感じさせる史跡が点在し、ロッククライミングの練習場で有名な屏風岩の直下を通過する。
河口湖側からのルートは、三ツ峠登山口バス停からのコース、母ノ白滝からのコース、ロープウェイの掛かる天上山からの縦走コースがある。三ツ峠登山口バス停から行く場合は、富士急バスの河口湖駅発天下茶屋行きに乗り、当該バス停で降りる。午後の便は無いので、帰りにバスを利用する場合は、甲府駅から来るバスが停車する三ツ峠入口バス停まで歩く必要がある。マイカーを利用して、三ツ峠登山口バス停付近まで入り、山頂まで往復することもできる。

## ギャラリー

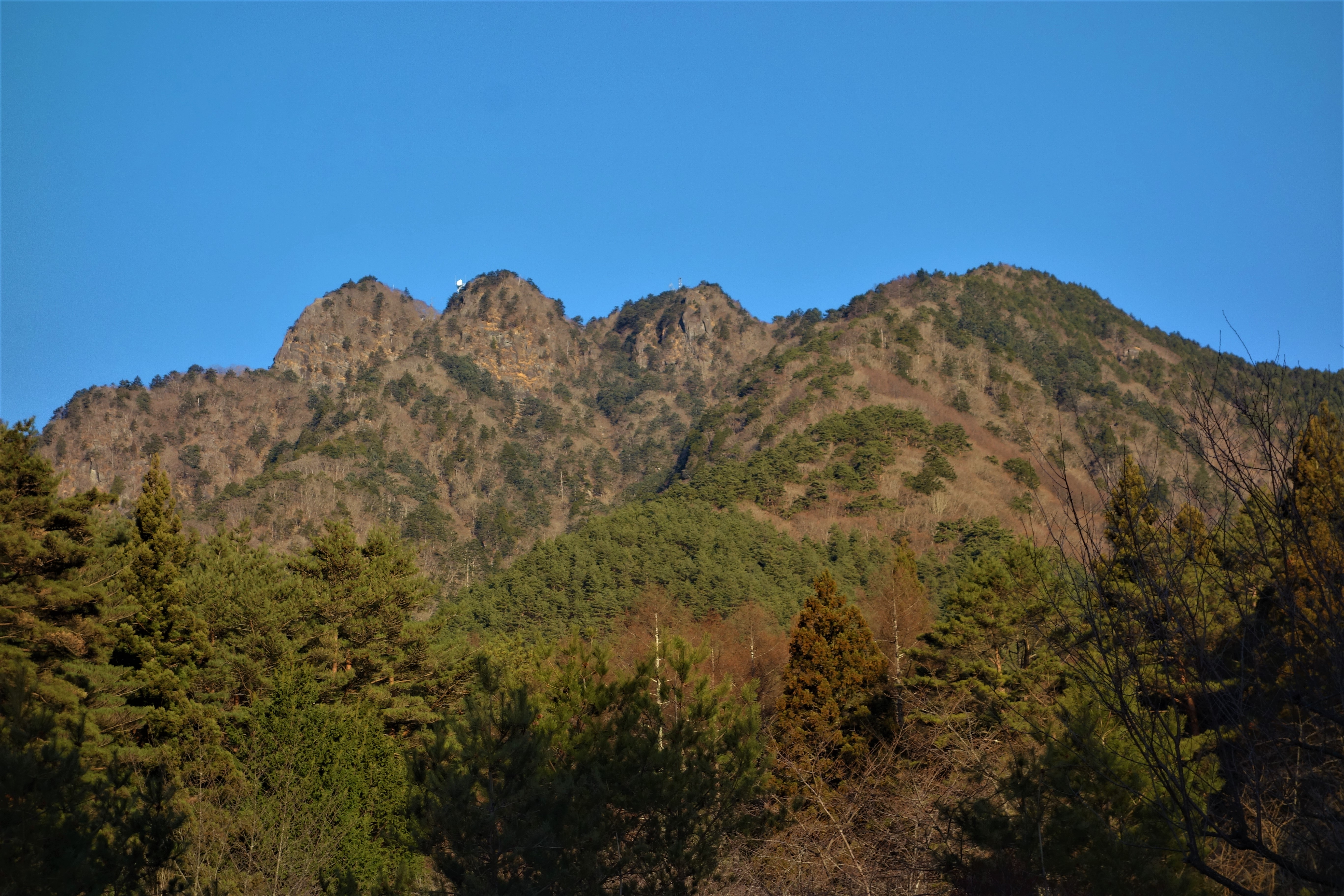
憩いの森から見た三ッ峠山
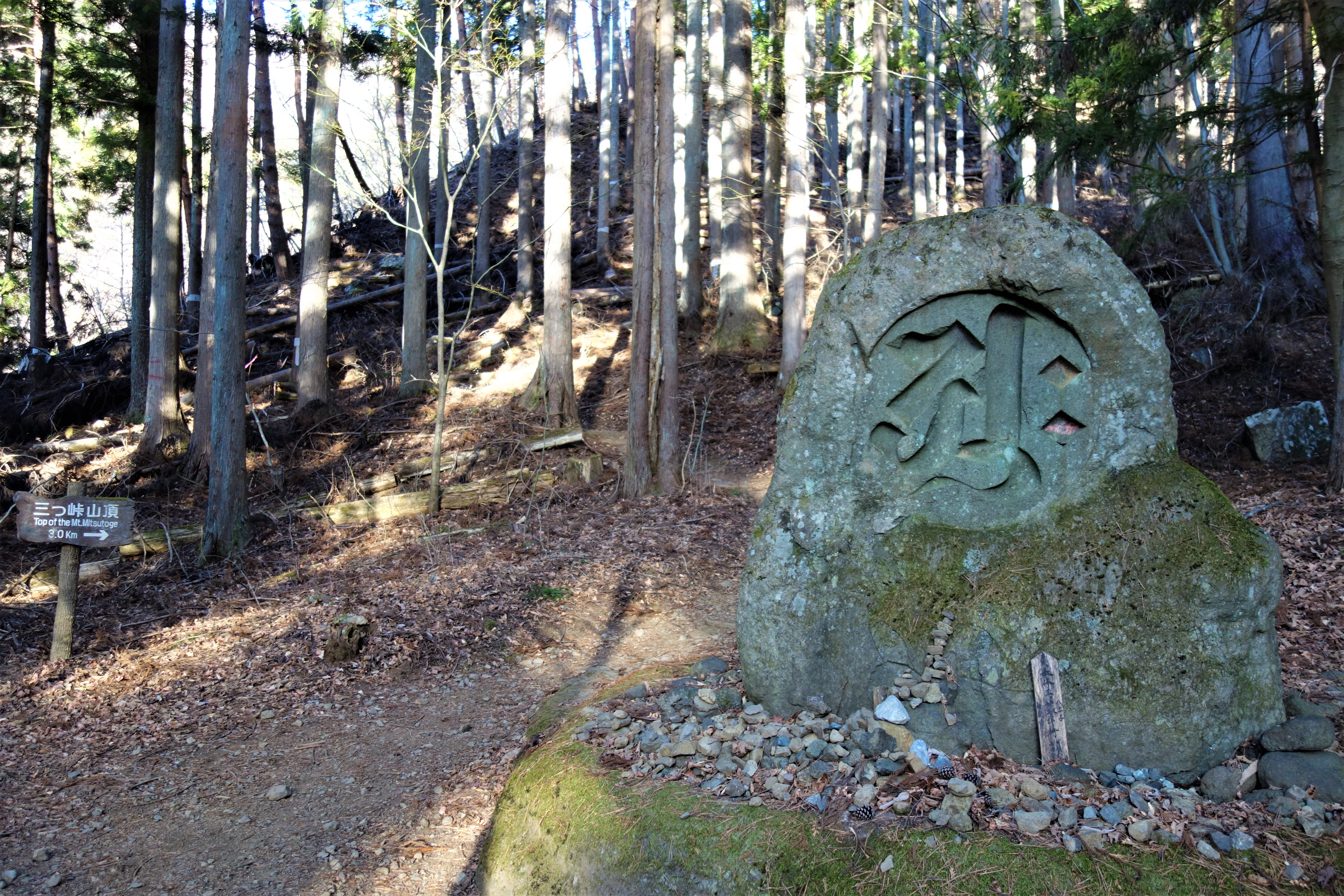
達磨石
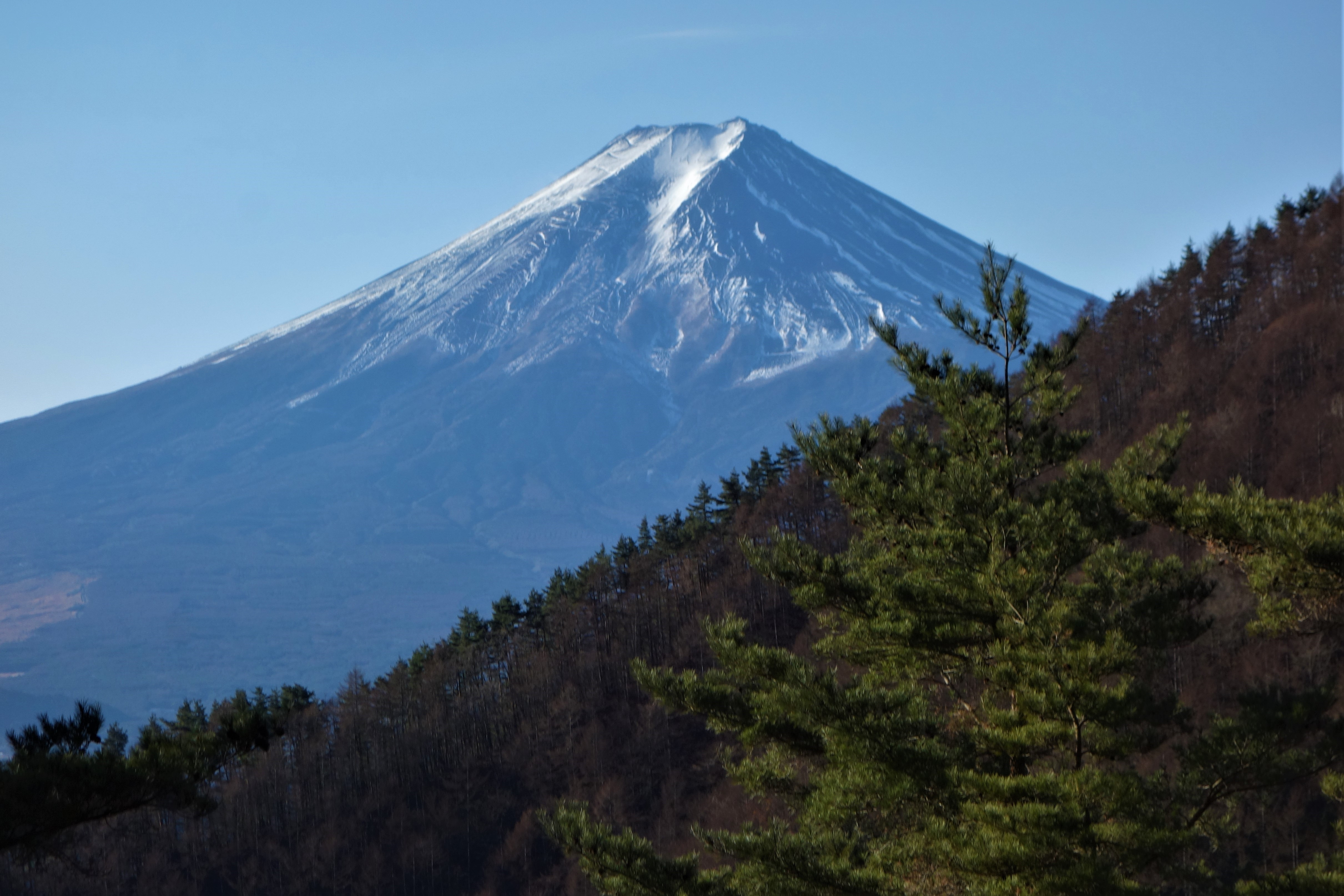
股のぞきからの富士山
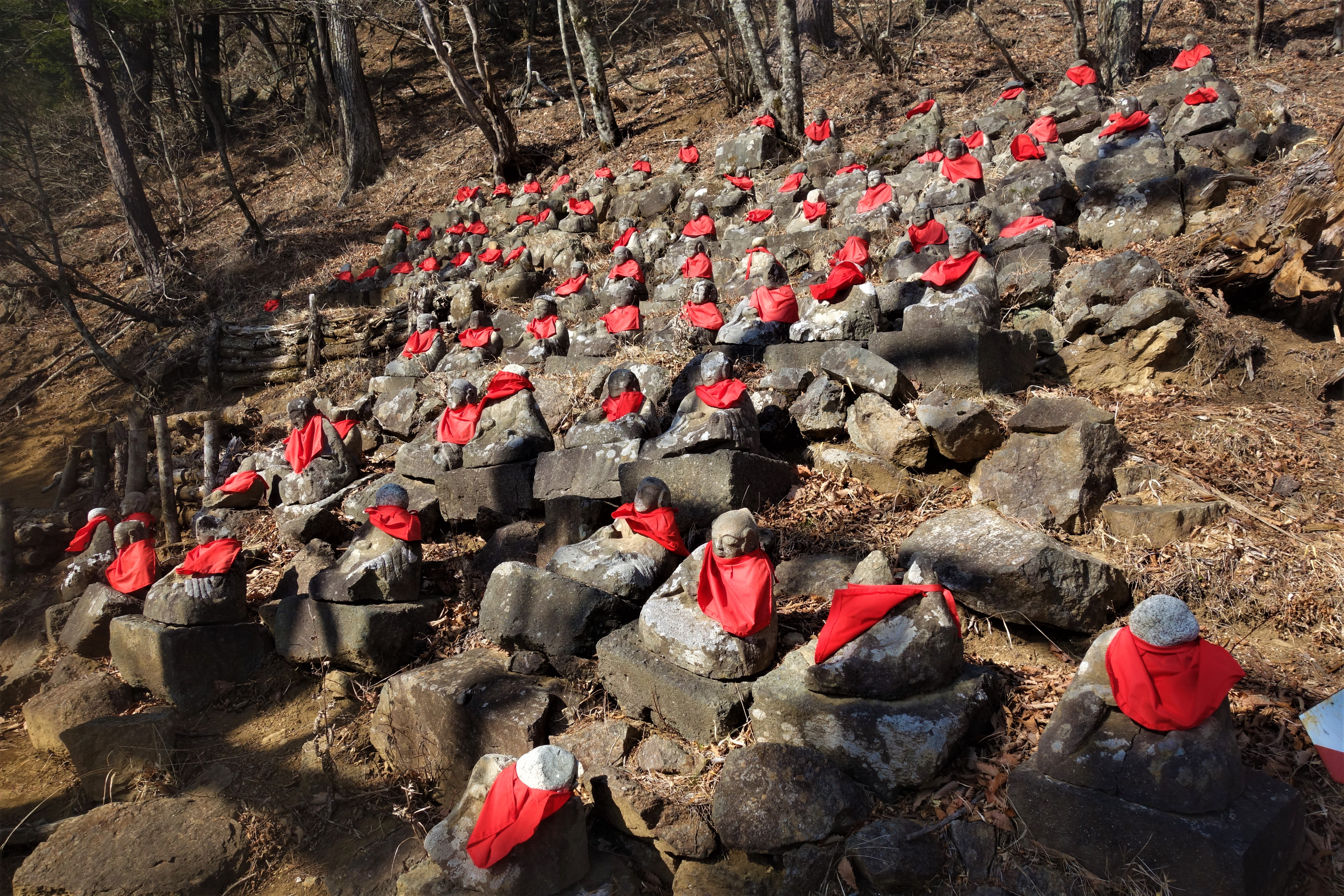
八十八大師
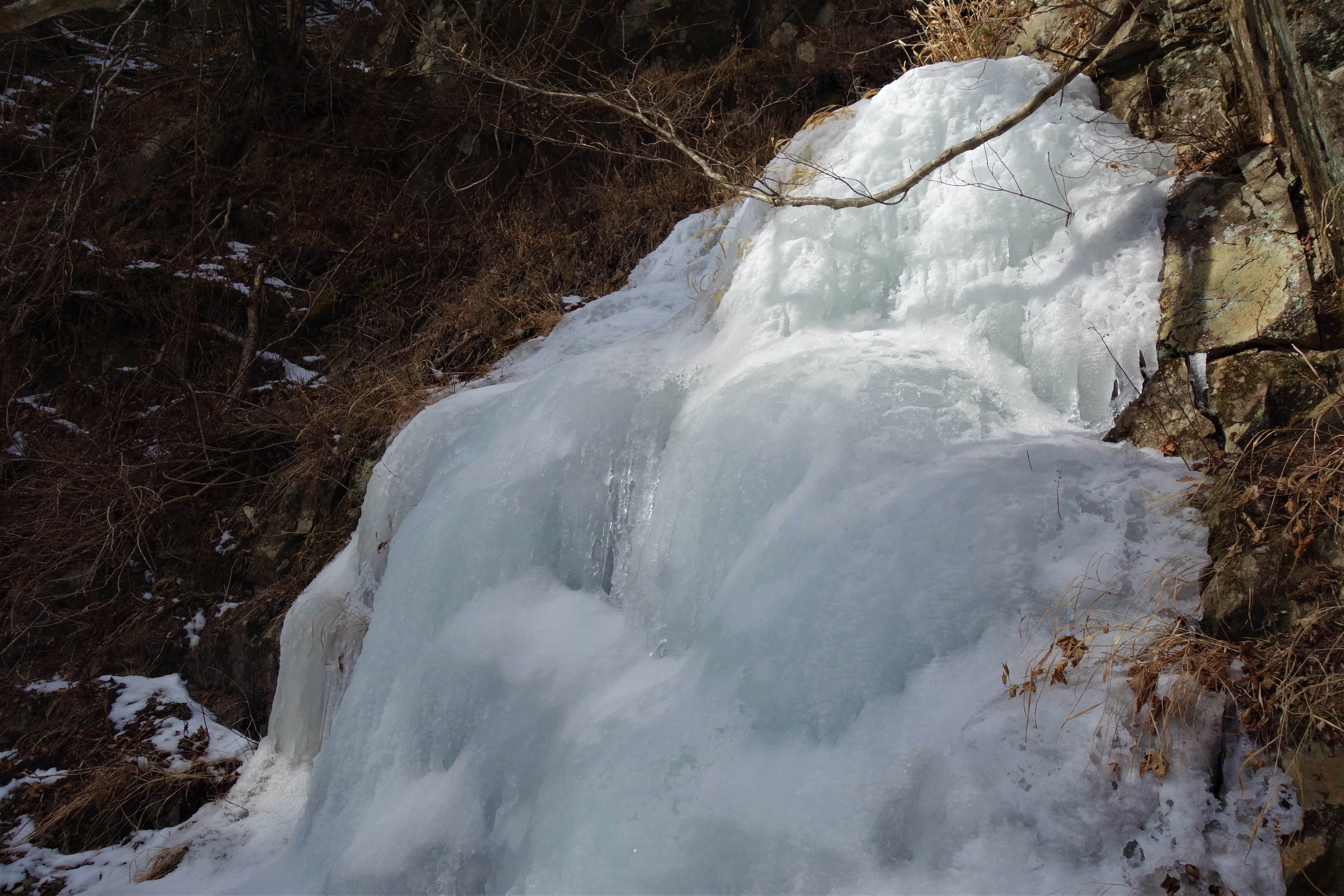
登山道脇の滝（凍結箇所）
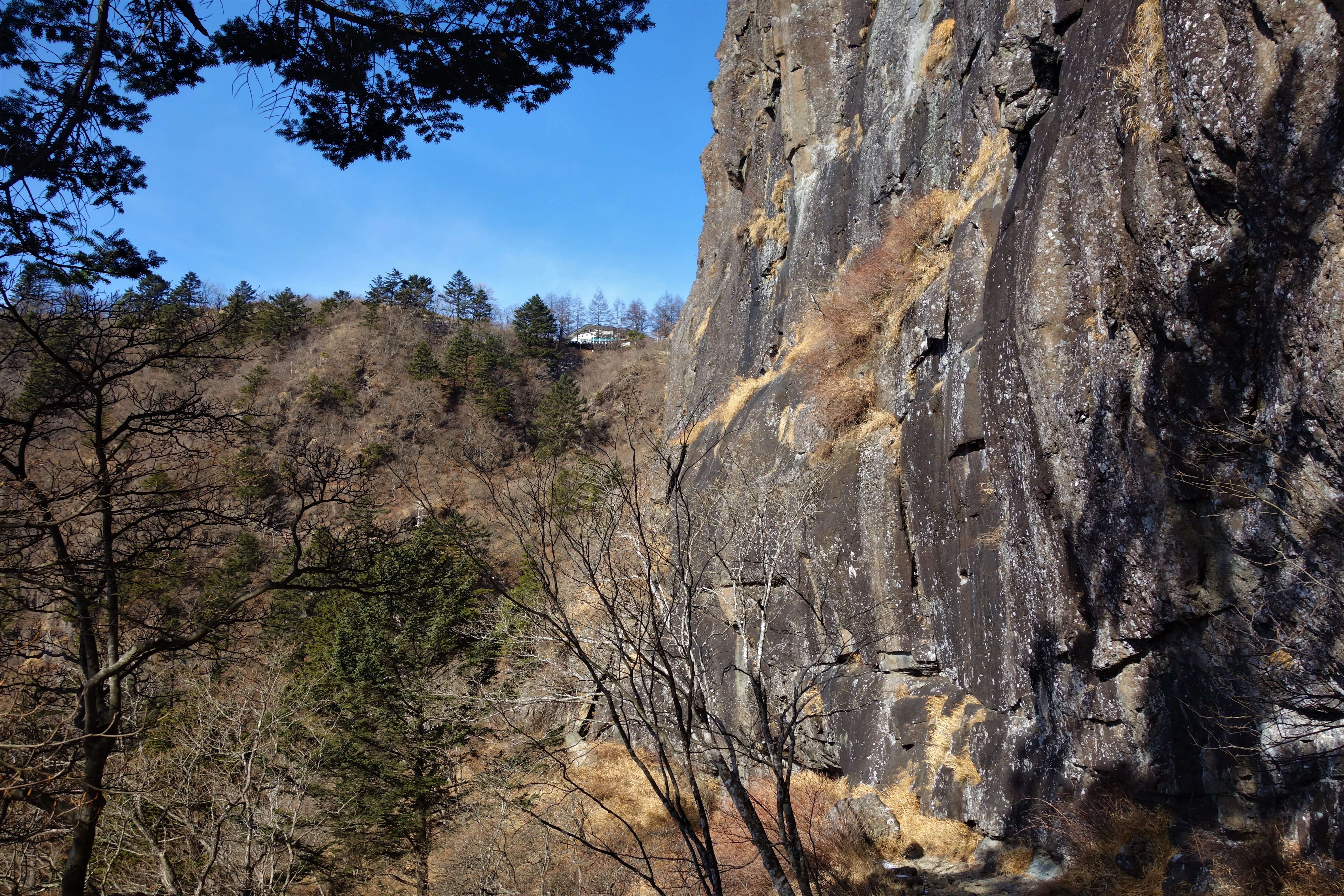
屏風岩
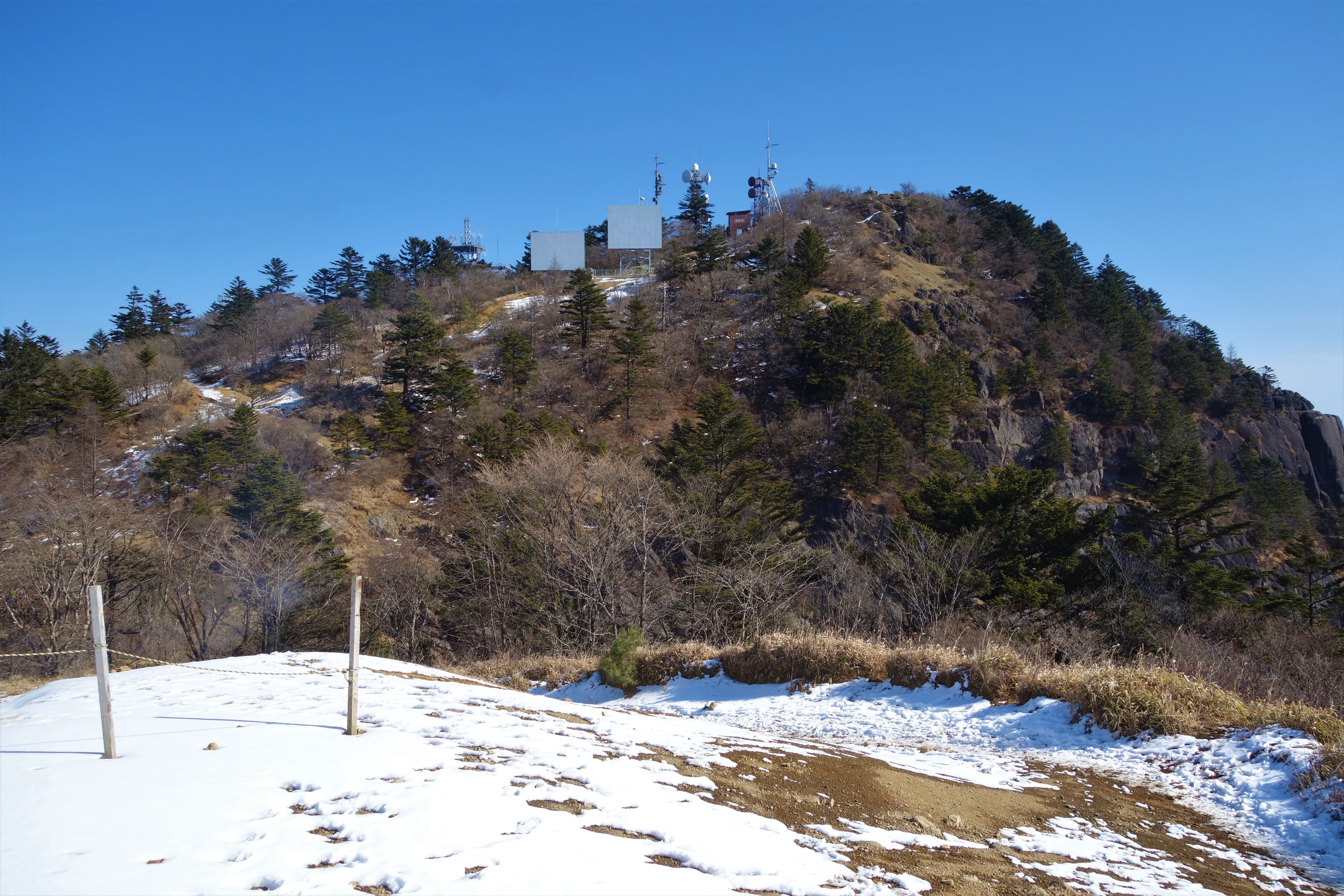
西側展望地からの三ッ峠山
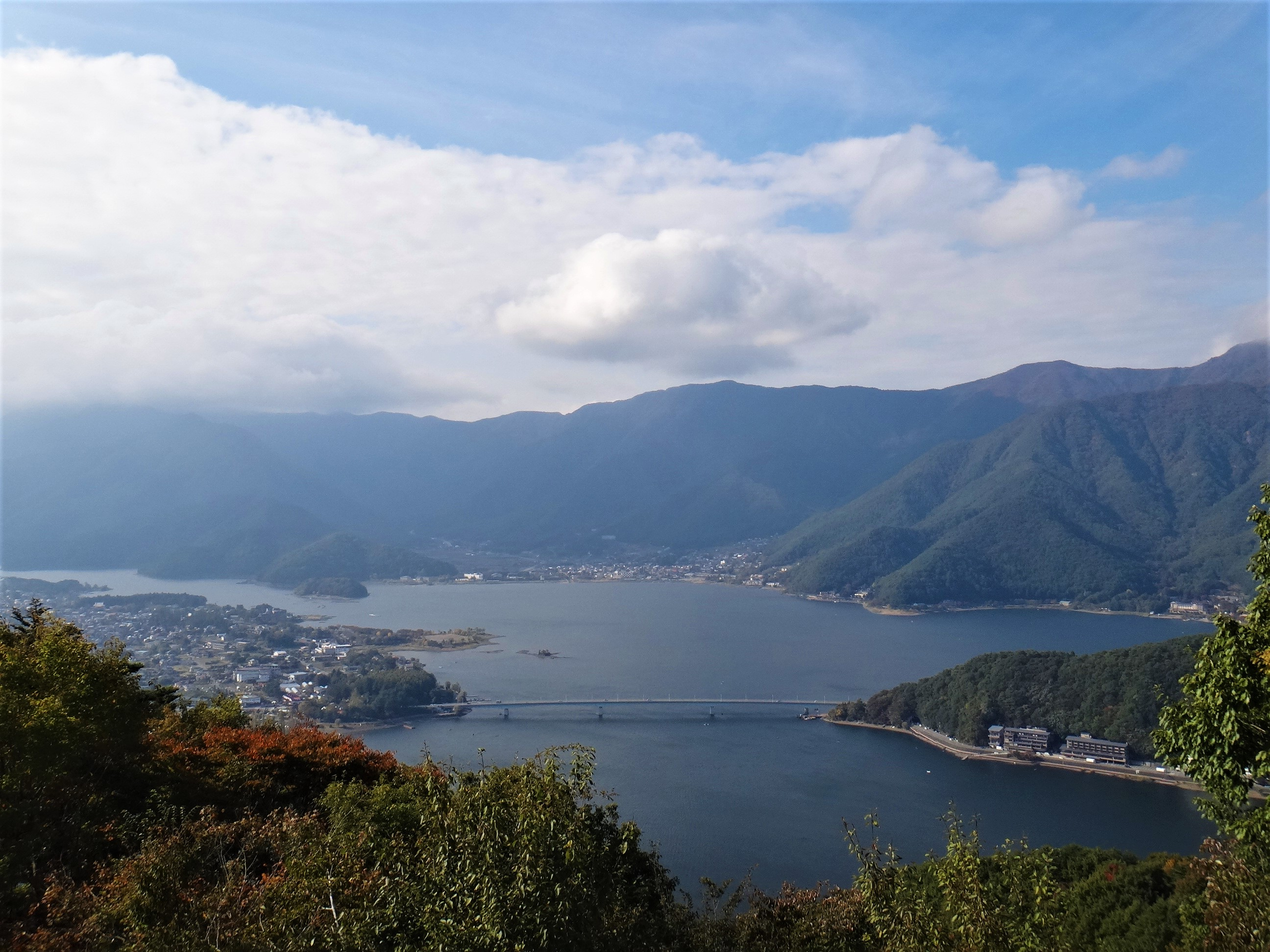
天上山公園から見た河口湖

## FMラジオ送信所
富士河口湖町にはFMラジオ局の三ツ峠中継局が設けられている。
| 周波数 （MHz） | 放送局名                 | 中継局名           | 空中線 電力 | 実効輻射電力 | 放送対象地域 | 放送区域 内世帯数 |
| -------------- | ------------------------ | ------------------ | ----------- | ------------ | ------------ | ----------------- |
| 78.6           | エフエム富士 （FM FUJI） | 三ツ峠FM中継放送局 | 300W        | 2.6kW        | 山梨県       | -                 |
| 86.0           | NHK 甲府FM               | 三ツ峠放送所       | 100W        | 155W         | 山梨県       | -                 |
| 90.9           | YBS 山梨放送             | YBS三ツ峠FM        | 100W        | 155W         | 山梨県       | -                 |

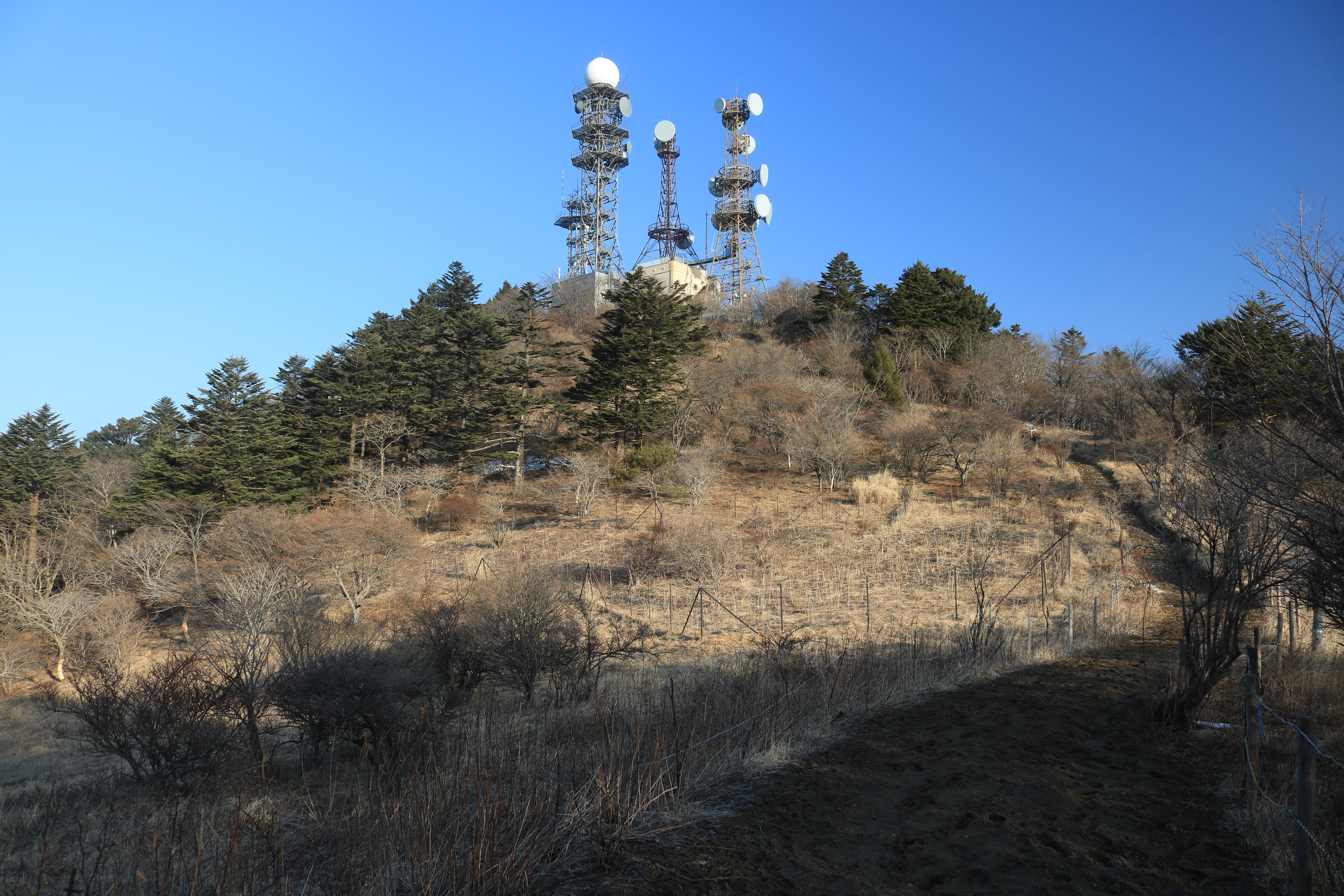
御巣鷹山の山頂部の通信施設

- 3局とも放送対象地域は山梨県だが、エフエム富士はサービスエリアを山梨県全域、一部を除く東京都、静岡県、長野県、埼玉県、千葉県、神奈川県、茨城県の一部としている[6]。

## ケーブルテレビ受信点
山梨県では、大部分の世帯がケーブルテレビに加入している。そのケーブルテレビ局の在京キー局の受信は、三つ峠に設置されているアンテナで行われている。また、地上デジタル放送は県内各社の共同アンテナとなっている。

## 関連図書
- 『新日本山岳誌』ナカニシヤ出版、ISBN 4-7795-0000-1
- 『日本山名事典』三省堂、ISBN 4-385-15404-X
- 『新・分県登山ガイド（改訂版） 山梨県の山』山と渓谷社、ISBN 978-4-635-02364-1